# Lista de municípios da Andaluzia

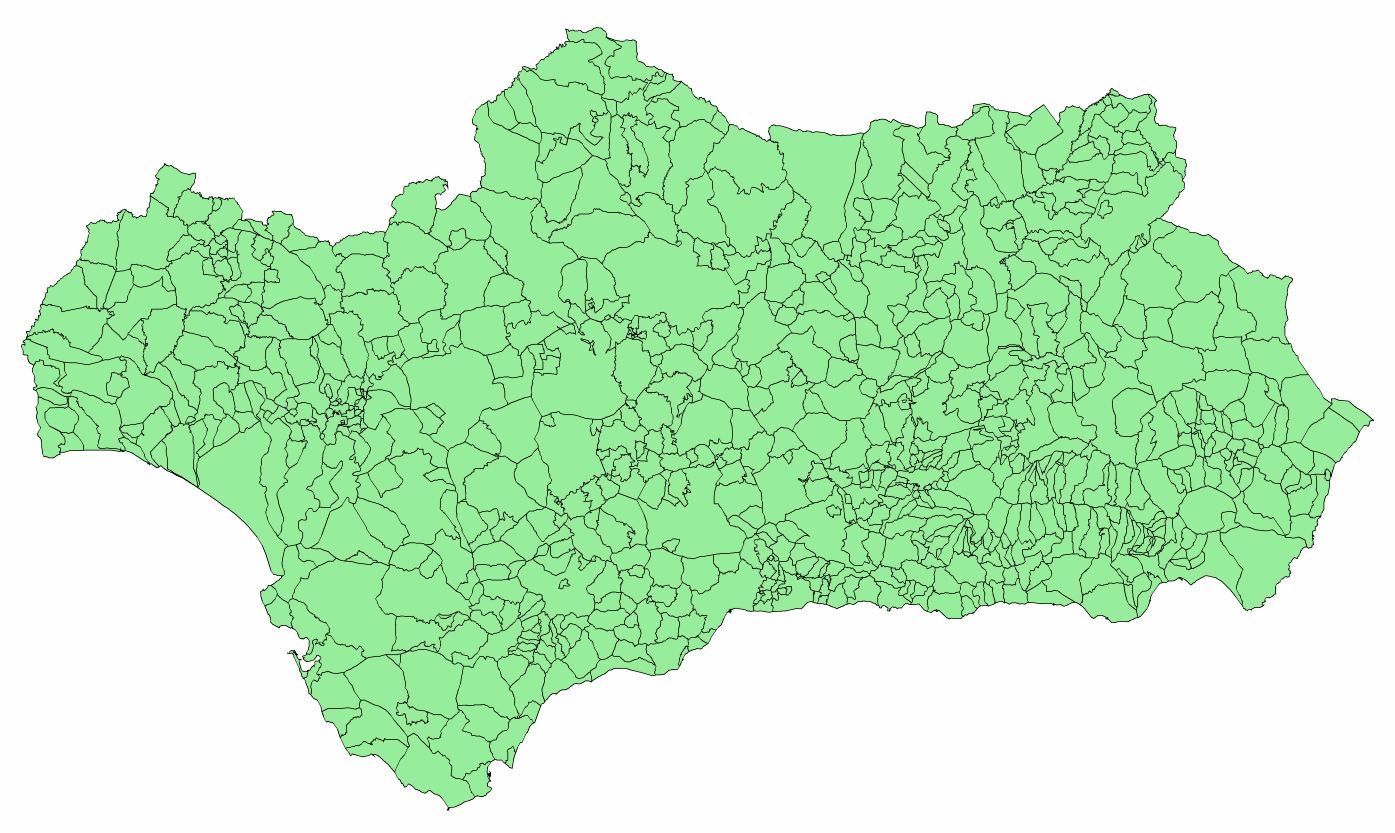
Mapa municipal de Andalucía (Espanha. 2003).

- Municípios de Almería
- Municípios de Cádiz
- Municípios de Córdoba
- Municípios de Granada
- Municípios de Huelva
- Municípios de Jaén
- Municípios de Málaga
- Municípios de Sevilha